# Llinya

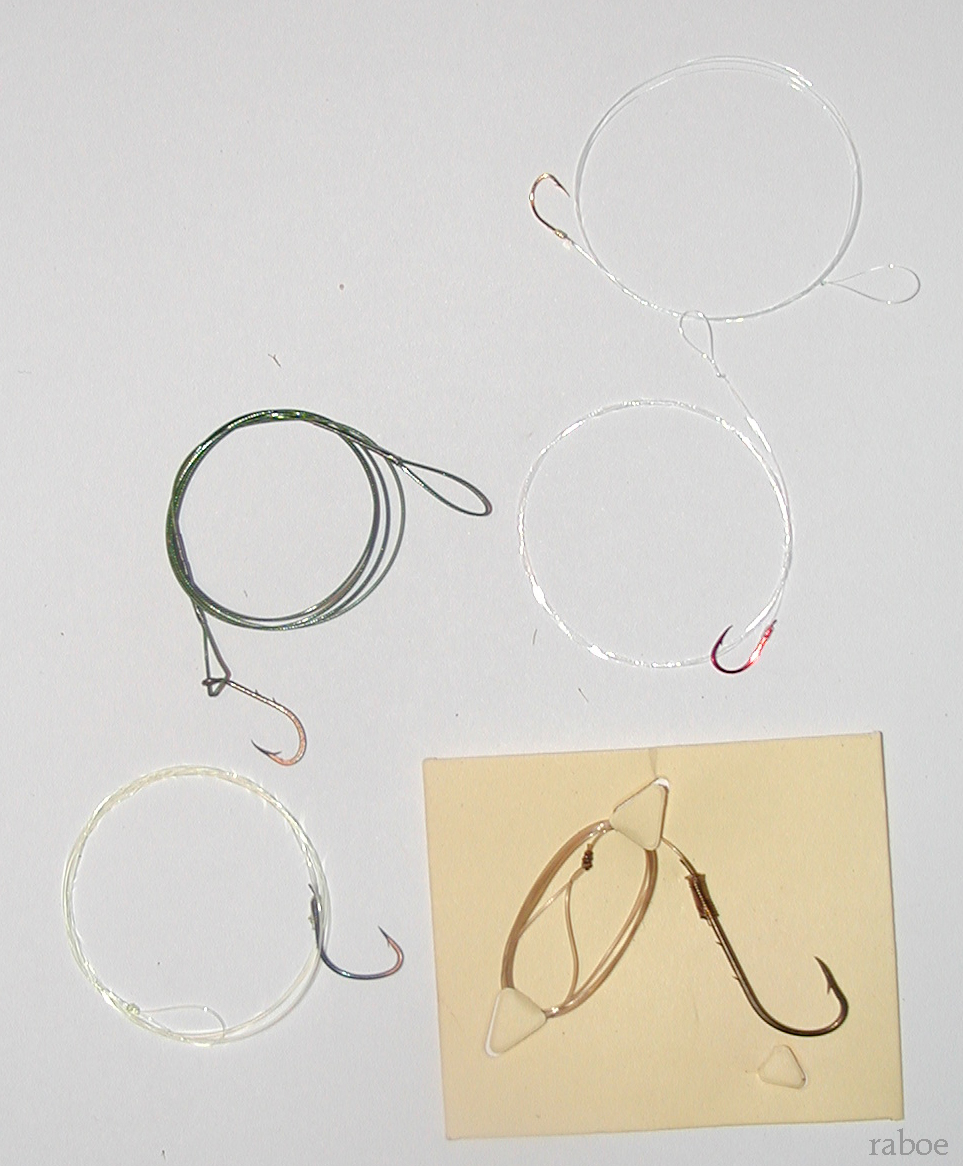
Mostres diverses de fil de pescar lligades a hams.

La llinya, linya o fil de pescar és l'element resistent en forma de cordill o similar que va lligat a l'ham. Pot anar lligada a l'ham directament o a l'extrem del guarniment. El guarniment és un tram, relativament curt, de fil més prim i transparent que, antigament es feia de pèl de cuc.
La pesca amb llinya pot fer-se de forma directa, subjectant el fil amb la mà, o mitjançant una canya de pescar.

## Materials

### Materials tradicionals
Els fils de pescar s'han fet de tota mena de materials tèxtils: seda, lli, cotó, cànem, pita, crin, sisal, bambú, ... En casos extrems la necessitat obligava a emprar materials menys adequats: pell de foca, tendons trenats, algues filamentoses,...

#### Fil de pesca segonsAntoni Sañez Reguart
Simplificant una mica, l'erudit barceloní de la pesca indicava per a la pesca amb canya un guarniment de fil prim, de seda o lli ben trenat, i un cordill català de cànem per a la llinya més gruixuda, anomenat braçolí.
| «                        | Brasolí: Cordel muy fino, que sirve para los Codales ó Brazoladas de los Palangres, el qual fabrican en Cataluña del cáñamo mas superior, y se vende regularmente á mas de 40 reales la libra. | » |
| — Antoni Sañez Reguart . | |   |

- La qualitat del fil de pescar català era reconeguda arreu. A França es comparava el gruix de les xarxes catalanes.[4]

| «                                                                                | ... mais ce qui donne le plus d'avantage aux pecheurs catalans c'est l'extreme finesse de leurs filets ... | » |
| — Duhamel du Monceau. Traité des pêches et histoire des poissons: Seconde partie | |   |

#### Fils de pesca esquimals
- Tendons.[5]
- Algues.[6]
- Cotó, barbes de balena(!) i altres.[7]

#### Pescar amb fil d'aranya
Hi ha un mètode de pesca basat en lligar un pilot de fil d'aranya a l'extrem de la llinya.

### Materials moderns

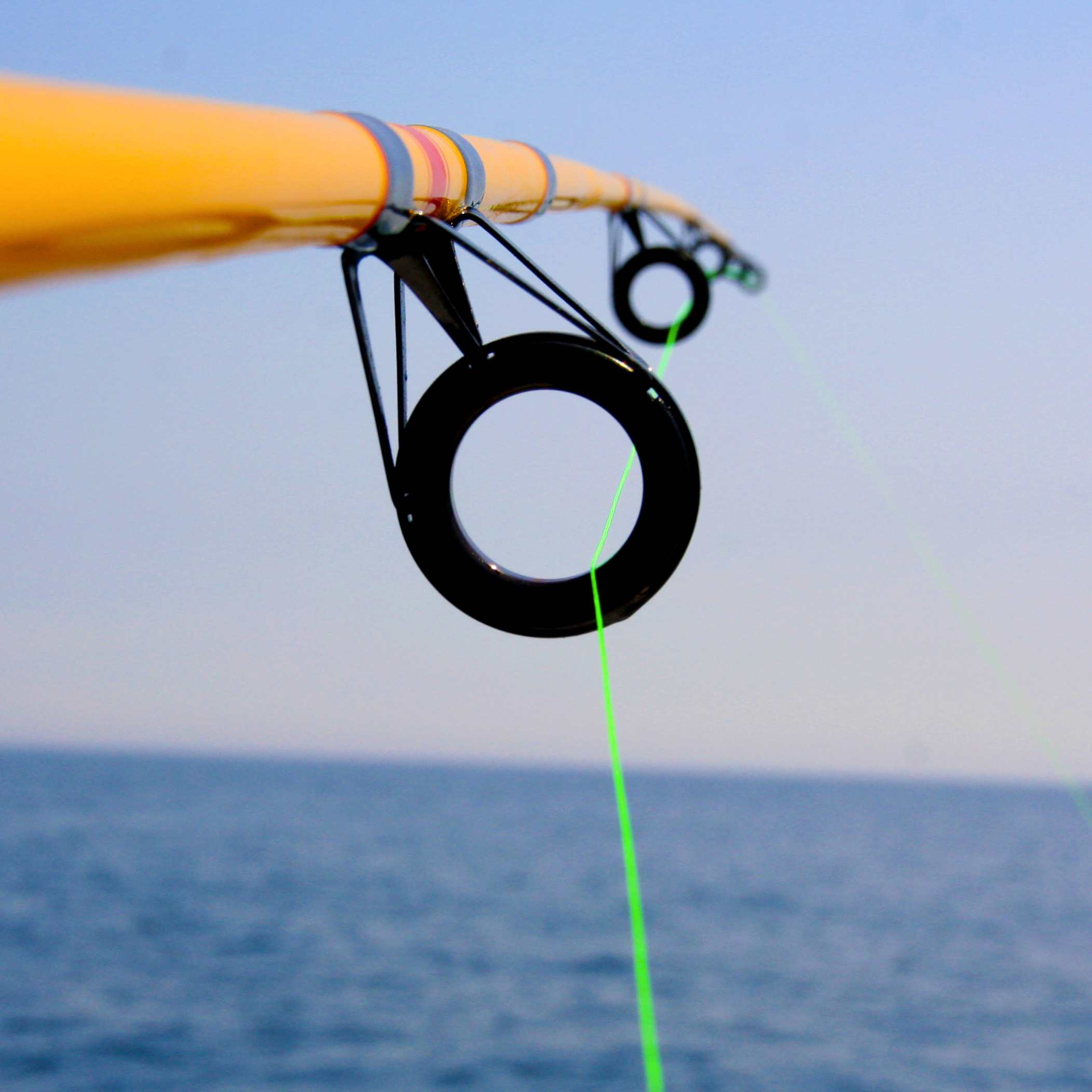
Linya de color verd.

En un fil de pescar hi ha alguns paràmetres importants: la llargària, el material i el gruix. Escollir una llinya adequada implica considerar la resistència a la ruptura del fil, la resistència a la ruptura dels nusos que calgui fer, la resistència a la radiació solar (raigs UV), l'allargament sota tensió, la resistència a l'abrasió, la facilitat de fabricació (extrusió), tendència a la fragilitat al cap del temps, la durada real en servei, el preu, ...

#### Llinya monofilament
El fil de pescar monofilament de niló aparegué al mercat pel voltant de 1940. Tenia unes bones qualitats (resistència, allargament moderat, transparència…) i encara es comercialitza.
Hi ha altres fibres sintètiques més modernes (el polifluorur de vinilidè i el polietilè d'alt pes molecular).

#### Llinya trenada
Hi ha diverses solucions possibles de fils trenats a partir de fils simples: el trenat normal (amb tres, quatre, vuit o més fils), el trenat amb fils soldats posteriorment i exteriorment folrat, i altres.

## Llinyes metàl·liques
A més dels fils de pescar basats en polímers, hi ha llinyes metàl·liques (monofilament o trenades) de diversos materials: acer inoxidable, aliatges de titani i altres.

## Documents

### Ovidi
En el poema Haleuticon (De la pesca), falsament atribuït a Ovidi, es parla d'un peix que talla la llinya.
| «                           | ...Vim spinae novitque suae versoque supinus corpore, lina secat, fixumque intercipit hamum... | » |
| — Haleuticon. Pseudo-Ovidi. |                                                                                                |   |

### Plini el Vell
Plini esmentava fil de pescar (« lina piscatoria ») fet a partir del que els grecs anomenaven « sparton », planta que no tenia identificada.

### Izaac Walton
Izaac Walton fou l'autor d'un llibre sobre la pesca amb canya: The Complete Angler (1653). L'obra conté diferents referències a les llinyes usades en la seva època: seda trenada, crin, pèl de cuc,...

| « | ... Silk-worm gut is now used by all fly-fishers. It can be bought cheaply of all qualities: roundness, strength, lengths of link, thickness, and fineness. The best comes from Spain : and the fresher, brighter, and rounder it is the better... | » |
| — ... El pèl de cuc és el que usen ara tots els pescadors de mosca. Es pot comprar a bon preu de totes les qualitats: més o menys rodó, resistent, en trams llargs, de secció prima o gruixuda. El millor ve d'Espanya. I com més fresc, lluent i rodó sigui, millor..., Izaac Walton. The Complete Angler. | |   |

### Samuel Pepys
Des de temps molt antics, l'ham i la llinya podien anar units per un tram interposat de fil de pèl de cuc o pèl de cuca, un fil molt resistent i relativament transparent. Així, suposadament, el peix només veia l'ham i l'esquer per ser el pèl de cuc pràcticament invisible dins l'aigua. (Una referència anecdòtica és la de Samuel Pepys al pèl de cuc, anomenat "minikin", per les cordes de Múnic per a instruments musicals. Segons alguns es tractaria de "silkworm gut" - pèl de cuc- mentre que altres opinen que eren de "budell vernissat").
| « | (18 de març de 1666) This day, Mr. Caesar told me a pretty experiment of his, of angling with a minikin, a gut-string varnished over, which keeps it from swelling, and is beyond any hair for strength and smallness. The secret I like mightily. | » |
| — Aquell dia, el senyor Caesar em va explicar les seves proves de pescar amb canya emprant pèl de cuc vernissat (cosa que impedeix que es deformi). (El pèl de cuc) és molt més fort i més fi que qualsevol crin o cabell. Aquest secret em va complaure molt., Samuel Pepys. Dietari. | |   |

### Joaquim Ruyra
| «                                         | Al cap de poc temps manejava la canya amb un tacte i una mestria extraordinaris, tan delicadament com un virtuós pugui manejar l'instrument musical de la seva preferència. Àdhuc, més que un instrument, li semblava un orgue nou del seu propi cos, una mena de tentacle per on circulava el seu fluid nerviós, animant-lo de cap a cap, de la soca al cimerol, del cimerol a la linya i de la linya als pèls de seda i els hams, dotant-los d'un palp exquisit que els convertia en una mena d'urpes sensibles. ¡Com li agradava, d'afinar-ne les sensacions! ¡Com les estudiava i quins secrets li ajudaven a descobrir! Cada peix tenia les seves maneres de picar, que, amb una petita vibració, el descobrien al pescador entès. | » |
| — Joaquim Ruyra. El rem de trenta quatre. | |   |

### El cordill català en una novel·la de Hemingway
En l'obra "El vell i el mar", Ernest Miller Hemingway parla del "...bon cordill català...". La cita elogia, de forma implícita, la indústria catalana dels corders i cordillers. També indica l'ús del cordill com a llinya a l'illa de Cuba.